# هنري ميلز فاولر
هنري ميلز فاولر (بالإنجليزية: Henry Mills Fuller)‏ هو محامي وسياسي أمريكي، ولد في 3 يناير 1820 في الولايات المتحدة، وتوفي في 26 ديسمبر 1860 في نفس البلد. حزبياً، نشط في حزب اليمين. وقد انتخب عضو مجلس نواب بنسيلفانيا وانتخب عضو مجلس النواب الأمريكي.